# Първенство на България по футбол 1943
Тази статия представя държавното първенство на България по футбол през сезон 1943 г..
Системата е елиминация между първенците на спортните области в два мача с разменено домакинство. При разменени победи продължава отборът с по-добра голова разлика от двете срещи. При равна голова разлика се дава допълнително време, при ново равенство се играе трета среща. На победителят се връчва и Царската купа.
- Варненска и Пловдивска спортна област са с по два отбора, а Софийска с пет, като там играе и отборът на Македония (Скопие).
- В първенството участват и първенците и подгласниците им в образуваните през 1942 г. на територията на администрираните от България земи във Вардарска Македония Скопска и Битолска спортна област също с по две квоти за участие.
- На територията на Беломорска Тракия, която е под българско управление се образува нова – Беломорска спортна област с една квота за участие.

## Участници
Участват победителите в съответните спортни области. От Пловдивска и Варненска област са включени и вторите отбори, а от Софийска – от втория до петия.
| Варненска спортна област     | 1.Тича (Варна)                                         | 2. Владислав (Варна)              |  |  |  |
| Добричка спортна област      | 1.Левски (Добрич)                                      |                                   |  |  |  |
| Шуменска спортна област      | 1.Хан Кубрат (Попово)                                  |                                   |  |  |  |
| Русенска спортна област      | 1.ЖСК1 (Русе)                                          |                                   |  |  |  |
| Търновска спортна област     | 1.Княз Симеон Търновски (Павликени)                    |                                   |  |  |  |
| Балканска спортна област     | 1.Чардафон (Габрово)                                   |                                   |  |  |  |
| Плевенска спортна област     | 1.СП`392 (Плевен)                                      |                                   |  |  |  |
| Врачанска спортна област     | 1.ОЧ 303 (Враца)                                       |                                   |  |  |  |
| Бдинска спортна област       | 1.Мария Луиза (Лом)                                    |                                   |  |  |  |
| Софийска спортна област      | 1.Левски (София) 2.Славия (София) 3.Македония (Скопие) | 4.ЖСК1 (София) 5.Спортист (София) |  |  |  |
| Рилска спортна област        | 1.Атлетик (Дупница)                                    |                                   |  |  |  |
| Пиринска спортна област      | 1.Ботев (Горна Джумая4)                                |                                   |  |  |  |
| Скопска спортна област       | 1.ЖСК 1 (Скопие)                                       |                                   |  |  |  |
| Битолска спортна област      | 1.Македония (Битоля)                                   |                                   |  |  |  |
| Пловдивска спортна област    | 1.Левски (Пловдив)                                     | 2.Ботев (Пловдив)                 |  |  |  |
| Беломорска спортна област    | 1.Беломорец (Кавала)                                   |                                   |  |  |  |
| Хасковска спортна област     | 1.Ботев (Хасково)                                      |                                   |  |  |  |
| Старозагорска спортна област | 1.Трицвет (Чирпан)                                     |                                   |  |  |  |
| Приморска спортна област     | 1.ФК Черноморец (Бургас)                               |                                   |  |  |  |
| Тунджанска спортна област    | 1.Георги Дражев (Ямбол)                                |                                   |  |  |  |

- 1 – ЖСК е съкращение за Железничарски Спортен Клуб при всички отбори, носещи това име.
- 2 – СП 39 е съкращение за Скобелев-Победа 39.
- 3 – ОЧ 30 е съкращение за Орел-Чеган 30.
- 4 – град Горна Джумая днес носи името Благоевград.

## 1 кръг – 1/16 финали
| Левски (Добрич)                   | ЖСК (Русе)                | 2:4 и 2:4         | [4:8 общ резултат] |
| Беломорец (Кавала)                | Ботев (Хасково)           | 4:1 и 2:1         | [6:2 общ резултат] |
| ОЧ 30 (Враца)                     | Княгиня Мария-Луиза (Лом) | 1:2 и 2:4         | [3:6 общ резултат] |
| ФК Черноморец (Бургас)            | Георги Дражев (Ямбол)     | 1:2 и 3:1         | [4:3 общ резултат] |
| Княз Симеон Търновски (Павликени) | Чардафон (Габрово)        | 3:0 сл. и 3:0 сл. | [6:0 общ резултат] |
| СП`39 (Плевен)                    | Спортист (София)          | 1:4 и 0:3         | [1:7 общ резултат] |
| ЖСК (Скопие)                      | Македония (Битоля)        | 3:0 и 1:0         | [4:0 общ резултат] |
| Кубрат (Попово)                   | Владислав (Варна)         | 1:1 и 0:3         | [1:4 общ резултат] |
| Трицвет (Чирпан)                  | Ботев (Пловдив)           | 1:4 и 0:3         | [1:7 общ резултат] |
| Тича (Варна)                      | ЖСК (София)               | 0:2 и 0:0         | [0:2 общ резултат] |
| Атлетик (Дупница)                 | Ботев (Горна Джумая)      | 3:1 и 3:0         | [6:1 общ резултат] |
| Левски (София)                    | почива                    |                   |                    |
| Левски (Пловдив)                  | почива                    |                   |                    |
| Славия (София)                    | почива                    |                   |                    |
| Македония (Скопие)                | почива                    |                   |                    |

## 2 кръг – 1/8 финали
| Спортист (София)                  | Княгиня Мария-Луиза (Лом) | 5:0 и 4:0            | [9:0 общ резултат] |
| ЖСК (Русе)                        | Владислав (Варна)         | (2:3), 6:1* и 2:4    | [8:5 общ резултат] |
| Княз Симеон Търновски (Павликени) | ФК Черноморец (Бургас)    | 3:4 и 1:2            | [4:6 общ резултат] |
| Беломорец (Кавала)                | Ботев (Пловдив)           | 2:1, 0:1 и 0:1 прод. | [2:3 общ резултат] |
| Левски (София)                    | Атлетик (Дупница)         | 2:1 и 4:1            | [6:2 общ резултат] |
| Левски (Пловдив)                  | ЖСК (Скопие)              | 3:1 и 2:1            | [5:2 общ резултат] |
| ЖСК (София)                       | Македония (Скопие)        | 3:0 сл. и 3:0 сл.**  | [6:0 общ резултат] |
| Славия (София)                    | почива                    |                      |                    |

- [*] Първоначално мачът в Русе завършва 2:3 в полза на Владислав, но е наредено да се преиграе, тъй като съдията дава край на първото полувреме пет минути по-рано, а удължава второто полувреме неоснователно с пет минути за компенсация и в това време Владислав вкарва победния си гол. Преиграването на първия мач е проведено в Русе след провеждането на срещата-реванш във Варна.
- [**] В резултат на военното положение е решено двата мача да се играят в два последователни дни в София. „Македония“ не са съгласни и не се явяват за мачовете и са присъдени служебни резултати.

## 3 кръг – 1/4 финали
| Спортист (София)       | Славия (София)  | 2:2 и 0:1 | [2:3 общ резултат] |
| Левски (София)         | ЖСК (София)     | 2:2 и 2:1 | [4:3 общ резултат] |
| ФК Черноморец (Бургас) | Ботев (Пловдив) | 0:1 и 0:3 | [0:4 общ резултат] |
| Левски (Пловдив)       | ЖСК (Русе)      | 6:1 и 1:3 | [7:4 общ резултат] |

## 4 кръг – 1/2 финали
| Левски (София) | Левски (Пловдив) | 3:1 и 2:0 | [5:1 общ резултат] |
| Славия (София) | Ботев (Пловдив)  | 1:1 и 5:1 | [6:2 общ резултат] |

## Финали

### Първи финал
| 10 октомври 1943, гр. Скопие |     |                |
|                              |     |                |
| Славия (София)               | 1:0 | Левски (София) |

Голмайстор:
- 1:0 Манол Николов.

### Втори финал
| 17 октомври 1943, гр. София |     |                |
|                             |     |                |
| Славия (София)              | 1:0 | Левски (София) |

Голмайстор:
- 1:0 Александър Попов.

## Държавен първенец
Славия (София):
Димитър Антонов, Георги Филипов, Димитър Зографов, Георги Китанов (капитан), Спиро Спиров, Тодор Байкушев, Александър Попов, Георги Янков, Манол Николов, Тодор Дамев, Христо Евтимов, Захари Радев, Христо Митев.